# Forze terrestri ucraine
Le Forze terrestri ucraine (in ucraino Сухопутні війська Збройних сил України?, Suchoputni vijs'ka Zbrojnych syl Ukraїny) sono la componente terrestre delle Forze armate dell'Ucraina.

## Storia
Sono state create nel dicembre 1991 dalle forze di terra ex sovietiche raggruppate nei tre distretti militari (Kiev, Carpazia e Odessa) che erano sul territorio ucraino al momento della caduta dell'Unione Sovietica.
Sin dall'indipendenza l'Ucraina ha mantenuto i suoi armamenti di produzione sovietica. Dal 2000 reparti delle Forze terrestri ucraine hanno preso parte a missioni di peacekeeping in Kosovo, Afghanistan e Africa. Dal 2003 al 2005 oltre 1.700 soldati ucraini sono stati schierati in Iraq.
Profondamente ristrutturate nel luglio del 2014, soprattutto per quanto riguarda la componente terrestre, in seguito alla guerra del Donbass e all'invasione russa della Crimea.
A partire dal 24 febbraio 2022, con l'invasione russa dell'Ucraina, le Forze terrestri sono state largamente riformate ed espanse, con il reclutamento di nuove brigate e il riempimento di quelle della riserva.

## Struttura e organizzazione

### Comando delle Forze terrestri
- Unità direttamente subordinate al Comando delle Forze terrestri
  -  Brigata presidenziale "Atamano Bohdan Chmel'nyc'kyj" (Kiev)
  -  1004ª Brigata sicurezza e servizio (Kiev)
  -  1º Reggimento d'assalto "Dmytro Kocjubajlo" (Avdiïvka)
  -  33º Reggimento d'assalto
  -  225º Reggimento d'assalto (Charkiv)
  -  120º Reggimento ricognizione (Kiev)
  -  1020º Reggimento artiglieria missilistica contraerei (Poltava)
  -  1021º Reggimento artiglieria missilistica contraerei (Hvardijs'ke)
  -  1027º Reggimento artiglieria missilistica contraerei (Kiev)
  -  214º Battaglione d'assalto (Javoriv)
  - 20º Battaglione guerra elettronica (Žytomyr)
  - 148º Centro di comando dell'intelligence (Kiev)

- Unità missilistiche e di artiglieria
  -  15ª Brigata da ricognizione di artiglieria (Drohobyč)
  -  19ª Brigata missili "Santa Barbara" (Chmel'nyc'kyj)
  -  27ª Brigata artiglieria "Atamano Petro Kalnyševs'kyj" (Sumy)
  -  43ª Brigata artiglieria "Atamano Taras Trjasylo" (Divyčky)
  -  107ª Brigata artiglieria lanciarazzi "Kremenčuk" (Kremenčuk)
- Aviazione dell'esercito
  -  11ª Brigata aerea dell'esercito "Cherson" (Čornobaïvka)
  -  12ª Brigata aerea dell'esercito "Maggior generale Viktor Pavlenko" (Novyj Kalyniv)
  -  16ª Brigata aerea dell'esercito "Brody" (Brody)
  -  18ª Brigata aerea dell'esercito "Igor Sikorsky" (Poltava)
- Unità di comunicazione
  -  1º Centro comunicazioni da campo "Proskuriv" (Kiev)
  -  3ª Brigata comunicazioni (Semypolky)
  -  8º Reggimento comunicazioni (Hajsyn)
- Unità del genio
  -  47ª Brigata genio (Dubno)
  -  48ª Brigata genio "Kam"janec'-Podil's'kyj" (Kam"janec'-Podil's'kyj)
  -  49ª Brigata sminamento
  -  70ª Brigata supporto (Bar)
  -  211ª Brigata genio pontieri (Kiev)
  -  808ª Brigata supporto "Dnestr" (Bilhorod-Dnistrovs'kyj)
  -  23º Reggimento genio pionieri
  -  704º Reggimento protezione NBC (Sambir)
  -  92º Battaglione supporto
- Unità logistiche
  -  145º Reggimento manutenzione "Mykolaïv" (Mykolaïv)

### Comando delle Forze di difesa territoriale
- Quattro direttorati di difesa territoriale sottoposti ai quattro comandi regionali delle Forze terrestri. Nel gennaio 2022 il Ministero della difesa ha pubblicato un piano per espandere le Forze di difesa territoriale fino a 25 brigate per le 25 regioni dell'Ucraina, con fino a 150 battaglioni (uno per ogni distretto).

### Comando operativo "Ovest"
- 10ª Brigata d'assalto da montagna "Edelweiss" (Kolomyja)
- 14ª Brigata meccanizzata "Principe Romano il Grande" (Volodymyr)
- 24ª Brigata meccanizzata "Re Danilo" (Javoriv)
- 128ª Brigata d'assalto da montagna "Transcarpazia" (Mukačevo)
- 44ª Brigata artiglieria "Atamano Danylo Apostol" (Ternopil')
- 39º Reggimento missilistico contraereo (Volodymyr)
- unità minori e di supporto
- Direttorato regionale della Difesa territoriale "Ovest"
  -  100ª Brigata di difesa territoriale (Volinia)
  -  101ª Brigata di difesa territoriale (Transcarpazia)
  -  102ª Brigata di difesa territoriale (Ivano-Frankivs'k)
  -  103ª Brigata di difesa territoriale (Leopoli)
  -  104ª Brigata di difesa territoriale (Rivne)
  -  105ª Brigata di difesa territoriale (Ternopil')
  -  106ª Brigata di difesa territoriale (Chmel'nyc'kyj)
  -  107ª Brigata di difesa territoriale (Černivci)

### Comando operativo "Nord"
- 1ª Brigata corazzata "Severia" (Hončarivs'ke)
- 30ª Brigata meccanizzata "Principe Konstanty Ostrogski" (Novohrad-Volyns'kyj)
- 58ª Brigata motorizzata "Atamano Ivan Vyhovs'kyj" (Konotop)
- 72ª Brigata meccanizzata "Zaporoghi Neri" (Bila Cerkva)
- 26ª Brigata artiglieria "Maggior generale Roman Daškevič" (Berdyčiv)
- 1129º Reggimento missilistico contraereo "Bila Cerkva" (Bila Cerkva)
- 12º Battaglione corazzato (Hončarivs'ke)
- unità minori e di supporto
- Direttorato regionale della Difesa territoriale "Nord"
  -  112ª Brigata di difesa territoriale (Città di Kiev)
  -  114ª Brigata di difesa territoriale (Kiev)
  -  115ª Brigata di difesa territoriale (Žytomyr)
  -  116ª Brigata di difesa territoriale (Poltava)
  -  117ª Brigata di difesa territoriale (Sumy)
  -  118ª Brigata di difesa territoriale (Čerkasy)
  -  119ª Brigata di difesa territoriale (Černihiv)

### Comando operativo "Sud"
- 28ª Brigata meccanizzata "Cavalieri della Campagna Invernale" (Čornomors'ke)
- 56ª Brigata motorizzata "Mariupol" (Mariupol')
- 57ª Brigata motorizzata "Atamano Kost Hordijenko" (Nova Kachovka)
- 59ª Brigata motorizzata "Jakiv Handzjuk" (Hajsyn)
- 40ª Brigata artiglieria "Granduca Vitoldo" (Pervomajs'k)
- 38º Reggimento missilistico contraereo "Maggior generale Jurij Tjutjunnyk" (Čornomors'ke)
- unità minori e di supporto
- Direttorato regionale della Difesa territoriale "Sud"
  -  120ª Brigata di difesa territoriale (Vinnycja)
  -  121ª Brigata di difesa territoriale (Kirovohrad)
  -  122ª Brigata di difesa territoriale (Odessa)
  -  123ª Brigata di difesa territoriale (Mykolaïv)
  -  124ª Brigata di difesa territoriale (Cherson)

### Comando operativo "Est"
- 17ª Brigata corazzata "Kryvyj Rih-Kostjantyn Pestuško" (Kryvyj Rih)
- 53ª Brigata meccanizzata "Principe Vladimir Monomaco" (Sjevjerodonec'k)
- 54ª Brigata meccanizzata "Atamano Ivan Mazepa" (Bachmut)
- 92ª Brigata meccanizzata "Atamano Ivan Sirko" (Čuhuïv)
- 93ª Brigata meccanizzata "Cholodnyj Jar" (Čerkas'ke)
- 55ª Brigata artiglieria "Sič di Zaporižžja" (Zaporižžja)
- 1039º Reggimento missilistico contraereo "Maggior generale Mykola Kapustjans'kyj" (Hvardijs'ke)
- unità minori e di supporto
- Direttorato regionale della Difesa territoriale "Est"
  -  108ª Brigata di difesa territoriale (Dnipropetrovs'k)
  -  109ª Brigata di difesa territoriale (Donec'k)
  -  110ª Brigata di difesa territoriale (Zaporižžja)
  -  111ª Brigata di difesa territoriale (Luhans'k)
  -  113ª Brigata di difesa territoriale (Charkiv)

### Corpo di riserva e nuove brigate
Il Corpo di Riserva strategica dell'esercito (in ucraino: Корпус Pезерву) aveva il compito di gestire e addestrare i riservisti delle Forze terrestri. Completamente operativo a partire dal 2020, è organizzato in tre categorie distinte: la riserva operativa di prima linea (Oперативний резерв першої черги, 50.000 riservisti con addestramento intensivo per 60 giorni ogni due anni), la riserva operativa di seconda linea (Oперативний резерв другої черги, riservisti con addestramento di 30 giorni ogni due anni), e la riserva di mobilitazione (Mобілізаційний резерв, composta da tutti i cittadini ucraini che possono essere chiamati alle armi in caso di guerra). In seguito all'invasione russa dell'Ucraina tutte queste unità sono state mobilitate e utilizzate in combattimento, e ne sono state formate di nuove nel corso del conflitto. In previsione della controffensiva dell'estate 2023 sono stati creati due corpi d'armata, il 9º e il 10º Corpo d'armata, per sovrintendere le numerose brigate di nuova formazione equipaggiate ed addestrate da paesi della NATO. Nella primavera del 2024 anche il Corpo di riserva è stato riorganizzato, diventando l'11º Corpo d'armata dell'esercito ucraino. Nel gennaio 2025 è stato infine costituito il 12º Corpo d'armata. Nella primavera del 2025, in seguito alla riforma delle Forze armate ucraine volta a implementare una struttura basata sui comandi intermedi di corpo d'armata, sono stati costituiti ulteriori nove corpi: il 3º, il 14º, il 15º, il 16º, il 17º, il 18º, il 19º, il 20º e il 21º Corpo d'armata.
- 1ª Brigata operazioni speciali "Ivan Bohun" (trasferita alle Forze di difesa territoriale)[31]
- 3ª Brigata d'assalto "Azov" (Kiev)
- 3ª Brigata corazzata "Ferro" (Jarmolynci)
- 4ª Brigata corazzata "Atamano Ivan Vyhovs'kyj" (Hončarivs'ke)
- 5ª Brigata meccanizzata pesante (Kam"janka-Buz'ka)
- 5ª Brigata d'assalto "Kiev"
- 13ª Brigata cacciatori
- 15ª Brigata meccanizzata (Chmel'nyc'kyj)
- 21ª Brigata meccanizzata (Podil's'k)
- 22ª Brigata meccanizzata "Mykolaïv" (Kobleve)
- 23ª Brigata meccanizzata (Pokrovs'k)
- 31ª Brigata meccanizzata "Maggior generale Leonid Stupnyc'kyj" (Zvjahel')
- 32ª Brigata meccanizzata "Acciaio" (Ozerne)
- 33ª Brigata meccanizzata (Pavlohrad)
- 41ª Brigata meccanizzata (Kropyvnyc'kyj)
- 42ª Brigata meccanizzata (Čortkiv)
- 43ª Brigata meccanizzata (Dnipro)
- 44ª Brigata meccanizzata (Nižyn)
- 45ª Brigata artiglieria "Generale Myron Tarnavs'kyj" (Javoriv)
- 47ª Brigata meccanizzata "Magura" (Hostomel')
- 47ª Brigata artiglieria (Charkiv)
- 48ª Brigata artiglieria (Poltava)
- 49ª Brigata artiglieria (Černihiv)
- 60ª Brigata meccanizzata "Inhulec"
- 60ª Brigata artiglieria (Pervomajs'k)
- 61ª Brigata meccanizzata "Stepova" (Žytomyr)
- 63ª Brigata meccanizzata (Starokostjantyniv)
- 65ª Brigata meccanizzata "Grande Prato" (Staryči)
- 66ª Brigata meccanizzata "Principe Mstislav il Coraggioso" (Oster)
- 67ª Brigata meccanizzata (Dnipro)
- 68ª Brigata cacciatori "Oleksa Dovbuš" (Ivano-Frankivs'k)
- 68ª Brigata artiglieria (Berdyčiv)
- 71ª Brigata cacciatori (trasferita alle Forze d'assalto aereo)[32]
- 88ª Brigata meccanizzata
- 110ª Brigata meccanizzata "Maggior generale Marko Bezručko" (Čerkasy)
- 115ª Brigata meccanizzata (Hlobyne)
- 116ª Brigata meccanizzata (Kremenčuk)
- 117ª Brigata meccanizzata pesante (Kremenčuk)
- 118ª Brigata meccanizzata (Holovač)
- 141ª Brigata meccanizzata (Ostroh)
- 142ª Brigata meccanizzata (Krasnohrad)
- 143ª Brigata meccanizzata (Ladynka)
- 144ª Brigata meccanizzata
- 150ª Brigata meccanizzata (trasferita al Corpo della fanteria di marina)[33]
- 151ª Brigata meccanizzata (Dnipro)
- 152ª Brigata cacciatori (Pyrjatyn)
- 153ª Brigata meccanizzata
- 154ª Brigata meccanizzata
- 155ª Brigata meccanizzata "Anna di Kiev" (Mala Ljubaša)
- 156ª Brigata meccanizzata (Užhorod)
- 157ª Brigata meccanizzata
- 158ª Brigata meccanizzata (Černihiv)
- 159ª Brigata meccanizzata (Pervomajs'k)
- 160ª Brigata meccanizzata (Staryči)
- 161ª Brigata meccanizzata
- 162ª Brigata meccanizzata (Korosten')

## Equipaggiamento
Secondo International Institute for Strategic Studies nel 2021 le forze terrestri dell'Ucraina schieravano:
- 858 carri armati con diverse modifiche (T-64BM);
- 1184 veicoli da combattimento di fanteria (classe BMP-1, BMP-2, BMP-3, BTR-3, BTR-4);
- 622 mezzi corazzati (classe BTR-60, BTR-70, BTR-80, MT-LB, BTR-D);
- 547 veicoli corazzati da ricognizione (classe BRDM-2, BRM-1);
- più di 607 unità di artiglieria semoventi;
- più di 515 cannoni trainati e obici;
- più di 354 lanciarazzi multipli di vario calibro (Vil'cha, Neptun);
- 340 mortai di calibro 120 mm;
- 90 sistemi missilistici tattici Point-U;
- 35 elicotteri d'attacco (Mi-2) e 23 elicotteri multifunzionali (Mi-8).

### Mezzi terrestri

#### Carri armati
| Modello      | Immagine | Origine                                           | Versione | Numero                                       | Dettagli |
| ------------ | -------- | ------------------------------------------------- | --- | -------------------------------------------- | --- |
| Challenger 2 |          | Regno Unito                                       | | 28                                           | Nel gennaio 2023 il Regno Unito ha deciso di inviare una compagnia di 14 carri, numero raddoppiato all'inizio di marzo.                                         |
| Leopard 1    |          | Germania                                          | 1A5 | 100+                                         | |
| Leopard 2    |          | Germania / Svezia                                 | 2A4 2A6 Strv-122 | 71                                           | 8 carri promessi dal Canada, 18 dalla Germania, 14 dalla Polonia, 3 dal Portogallo, 8 dalla Norvegia, 10 dalla Spagna, 10 dalla Svezia.                         |
| M1 Abrams    |          | Stati Uniti                                       | M1A1sa | 31                                           | |
| PT-91 Twardy |          | Polonia                                           | | 60+                                          | |
| T-55         |          | Unione Sovietica / Slovenia                       | M55-S | 28                                           | |
| T-62         |          | Unione Sovietica                                  | T-62 Obr. 1967 T-62M T-62MV | 1 (T-62 obr. 1967) 34 (T-62M) 9 (T-62MV)     | Tutti i T-62 in servizio nell'esercito ucraino sono stati catturati durante l'invasione russa del 2022.                                                         |
| T-64         |          | Unione Sovietica                                  | T-64A T-64B T-64BV T-64BVK T-64B1M T-64MB "Bulat" T-64MB2 "Bulat"                                                                              | 578 (A e B) 410 (BV e BVK) 210 (B1M e Bulat) | |
| T-72         |          | Unione Sovietica Ucraina Russia Rep. Ceca Polonia | T-72AMT T-72AV T-72B T-72B1 T-72M1 T-72M1R Catturati: T-72A T-72AV T-72B T-72B Obr. 1989 T-72BA T-72B3 T-72B Obr. 2014 T-72B3 Obr. 2016 T-72EA | 230+90 Catturati: 300+                       | Al 4 marzo 2023 sono stati confermati come catturati 316 T-72 russi. Diverse nazioni hanno inviato circa 90 T-72 all'Ucraina in seguito all'invasione del 2022. |
| T-80         |          | Unione Sovietica Ucraina Russia                   | T-80BV T-80U T-80UD Catturati: T-80BV T-80BVM T-80U T-80UE1 T-80UK                                                                             | 130 Catturati: 156                           | |
| T-84 Oplot   |          | Ucraina                                           | T-84U | 5                                            | |
| T-90         |          | Russia                                            | T-90A T-90M T-90S T-90AK | 13 (A) 2 (M) 1 (S) 1 (AK)                    | Tutti i T-90 in servizio nell'esercito ucraino sono stati catturati durante l'invasione russa del 2022.                                                         |

#### Veicoli da combattimento della fanteria (IFV)
| Modello       | Immagine | Origine                                 | Versione                                          | Numero                                                         | Dettagli |
| ------------- | -------- | --------------------------------------- | ------------------------------------------------- | -------------------------------------------------------------- | --- |
| BMP-1         |          | Unione Sovietica Polonia Cecoslovacchia | BMP-1 BMP-1UM BMP-1AK BVP-1 BWP-1 Pvb-501 BMP-1A1 | 213+ (1, 1UM, 1AK) 80 (BVP-1) 40 (BWP-1) 56 (Pbv-501) 40 (1A1) | Numeri riferiti alla fine del 2021. Nel corso dell'invasione russa del 2022 sono stati confermati come catturati almeno 92 BMP-1. Polonia, Repubblica Ceca, Grecia e Slovacchia hanno donato all'Ucraina diverse decine delle proprie versioni di BMP-1. |
| BMP-2         |          | Unione Sovietica Russia                 | BMP-2 BMP-2K BMP-2M                               | 890+                                                           | Al gennaio 2023 risultano catturati dall'Ucraina almeno 228 BMP-2, il più alto numero di veicoli corazzati russi. |
| BMP-3         |          | Unione Sovietica Russia                 |                                                   | 60+                                                            | Tutti i veicoli di questo tipo in servizio nell'esercito ucraino sono stati catturati durante l'invasione russa del 2022, al gennaio 2023 ne sono stati confermati 63.                                                                                   |
| BMD-1         |          | Unione Sovietica                        |                                                   | 15                                                             | |
| BMD-2         |          | Unione Sovietica                        |                                                   | 95+                                                            | |
| BMD-3         |          | Unione Sovietica Russia                 | BMD-3 BTR-MDM                                     | 6+                                                             | Almeno 6 veicoli di questo tipo sono stati catturati durante l'invasione russa del 2022. |
| BMD-4         |          | Russia                                  | BMD-4M                                            | 11+                                                            | Almeno 11 veicoli di questo tipo sono stati catturati durante l'invasione russa del 2022. |
| BVP M-80      |          | Jugoslavia                              | M-80A                                             | 35                                                             | Donati dalla Slovenia in seguito all'invasione russa del 2022. |
| BTR-3         |          | Ucraina                                 | BTR-3E BTR-3DA                                    | 60                                                             | Alla fine del 2021 erano in servizio 54 BTR-3DA e 6 BTR-3E |
| BTR-4         |          | Ucraina                                 | BTR-4E "Bucefalo" BMM-4S BTR-4KSh BTR-4MV1        | 67+                                                            | Numero sconosciuto di BTR-4KSh (posto comando), BMM-4S (medevac) e altre varianti. |
| Marder        |          | Germania                                |                                                   | 40                                                             | Promessi dalla Germania nel corso dell'invasione russa dell'Ucraina. |
| M2/M3 Bradley |          | Stati Uniti                             | M2A2 ODS M7 B-FIST                                | 109 4                                                          | Promessi nel gennaio 2023 come parte del pacchetto di aiuti statunitense all'Ucraina, insieme a un totale di 1090 missili anticarro TOW e 500.000 munizioni da 25 mm.                                                                                    |
| CV-90         |          | Svezia                                  | CV9040                                            | 50                                                             | Promessi dalla Svezia nel gennaio 2023. |
| KTO Rosomak   |          | Polonia                                 |                                                   | 150                                                            | Acquistati dalla Polonia con fondi dell'Unione europea e degli Stati Uniti. |

#### Veicoli trasporto truppe (APC)
| Modello | Immagine | Origine                          | Versione                      | Numero                                | Dettagli |
| ------- | -------- | -------------------------------- | ----------------------------- | ------------------------------------- | --- |
| BTR-60  |          | Unione Sovietica Ucraina Romania | BTR-60PB BTR-60M TAB-71M      |                                       | Nel corso dell'invasione russa del 2022 sono stati confermati come catturati almeno 8 BTR-60PB russi. Nel 2023 l'Ucraina ha annunciato la propria versione ampiamente modernizzata del mezzo, denominata BTR-60М Khorunzhiy. La Romania ha fornito un certo numero della sua versione prodotta su licenza del BTR-60. |
| BTR-70  |          | Unione Sovietica Ucraina         | BTR-70 BTR-70M BTR-7          |                                       | |
| BTR-80  |          | Unione Sovietica Ucraina Russia  | BTR-80 BTR-80M BTR-82A        | 57+ (BTR-80) 130+ (BTR-82A)           | BTR-80 e BTR-82A catturati durante l'invasione russa del 2022. BTR-80M versione locale prodotta in Ucraina. |
| M113    |          | Stati Uniti Paesi Bassi          | M113 M113AS4 M113G3DK YPR-765 | 470+ 28 (AS4) 54 (G3DK) 100 (YPR-765) | Versione base donata da Stati Uniti, Lituania, Portogallo, Regno Unito e Spagna. Versione australiana e tedesca donata dai rispettivi paesi. Derivato dell'M113 donato dai Paesi Bassi. |
| VAB     |          | Francia                          |                               | 60                                    | |

## Gradi

### Ufficiali
| Gradi           | Ufficiali di bandiera               | Ufficiali di bandiera       | Ufficiali di bandiera               | Ufficiali di bandiera | Ufficiali superiori       | Ufficiali superiori | Ufficiali superiori | Ufficiali inferiori                 | Ufficiali inferiori | Ufficiali inferiori                 | Ufficiali inferiori |
| --------------- | ----------------------------------- | --------------------------- | ----------------------------------- | --------------------- | ------------------------- | ------------------- | ------------------- | ----------------------------------- | ------------------- | ----------------------------------- | ------------------- |
| Ucraina         |                                     |                             |                                     |                       |                           |                     |                     |                                     |                     |                                     |                     |
| Генерал Heneral | Генерал-лейтенант Heneral-lejtenant | Генерал-майор Heneral-major | Бригадний генерал Bryhadnyj heneral | Полковник Polkovnyk   | Підполковник Pidpolkovnyk | Майор Major         | Капітан Kapitan     | Старший лейтенант Stáršyj lejtenant | Лейтенант Lejtenant | Младший лейтенант Mládšyj lejtenant |                     |

Equivalente dell'Esercito Italiano
- Генерал (Heneral) - Generale/generale di corpo d'armata con incarichi speciali
- Генерал-лейтенант (Heneral-lejtenant) - generale di corpo d'armata
- Генерал-майор (Heneral-major)- Generale di divisione
- Бригадний генерал (Bryhadnyj heneral) - Generale di brigata
- Полковник (Polkovnyk) - Colonnello
- Підполковник (Pidpolkovnyk) - Tenente colonnello
- Майор (Major) - Maggiore
- Капітан (Kapitan) - Capitano
- Старший лейтенант (Stáršyj lejtenant) - Primo tenente[36]
- Лейтенант (Lejtenant) - Tenente
- Младший лейтенант (Mládšyj lejtenant) - Sottotenente

### Sottufficiali e comuni
| Gradi                                             | Sottufficiali                                   | Sottufficiali                   | Sottufficiali            | Sottufficiali                     | Sottufficiali                   | Sottufficiali   | graduati                          | graduati                      | Comuni        | Comuni |
| ------------------------------------------------- | ----------------------------------------------- | ------------------------------- | ------------------------ | --------------------------------- | ------------------------------- | --------------- | --------------------------------- | ----------------------------- | ------------- | ------ |
| Ucraina                                           |                                                 |                                 |                          |                                   |                                 |                 |                                   |                               |               |        |
| Головний майстер-сержант Holovnyj majster-seržant | Старший майстер-сержант Stáršyj majster-seržant | Майстер-сержант Majster-seržant | Штаб-сержан Štab-seržant | Головний сержант Holovnyj-seržant | Старший сержант Stáršyj seržant | Сержант Seržánt | Молодший сержант Molódšyj seržant | Старший солдат Stáršyj soldat | Солдат Soldat |        |

Equivalente dell'Esercito Italiano
- Головний майстер-сержант (Holovnij majster-seržant) - Primo maresciallo
- Старший майстер-сержант (Stáršyj majster-seržant) - Maresciallo capo
- Майстер-сержант (Majster-seržant) - Maresciallo ordinario
- Штаб-сержант (Štab-seržant) - Maresciallo
- Головний сержант (Holovnyj-seržant) - Sergente maggiore capo
- Старший сержант (Stáršyj seržant) - Sergente maggiore
- Сержант (Seržánt) - Sergente
- Молодший сержант (Molódšyj seržant) - Caporal maggiore
- Старший солдат (Stáršyj soldat) - Caporale
- Солдат (Soldat) - Soldato

## Comandanti
- Colonnello generale Vasyl' Sobkov (1994 - 1998)
- Colonnello generale Petro Šuljak (1998 - 2001)
- Colonnello generale Oleksandr Zatynajko (2001 - 2002)
- Colonnello generale Petro Šuljak (2002 - 2004)
- Colonnello generale Mykola Petruk (2004 - 2006)
- Tenente generale Valerij Frolov (2006 - 2007)
- Colonnello generale Ivan Svyda (2007 - 2009)
- Colonnello generale Henadij Vorobjov (2009 - 2014)
- Tenente generale Anatolij Pušnjakov (2014 - 2016)
- Colonnello generale Serhij Popko (2016 - 2019)
- Colonnello generale Oleksandr Syrs'kyj (2019 - 2024)
- Tenente generale Oleksandr Pavljuk (2024)
- Maggior generale Mychajlo Drapatyj (2024 - 2025)
- Brigadier generale Hennadij Šapovalov (2025 - in carica)